# Bohostice (přírodní památka)
Bohostice jsou přírodní památka evidenční číslo 5804 v okrese Příbram. Nachází se asi 0,5 km západně od obce Bohostice v nadmořské výšce 424–444 m. Severní hranici přírodní památky tvoří silnice III. třídy z Bohostic do Pečic. Chráněné území s rozlohou 8,37 ha bylo vyhlášeno 22. června 2013. Důvodem jeho zřízení je ochrana evropsky významné lokality Natura 2000 s výskytem modráska bahenního (Phengaris nausithous).